# Påvel Schütz
Påvel Schütz (Paul, Paulus) (Schutz, Skutz), död 1576, var en tysk byggmästare och arkitekt. 
Schütz som härstammade från Leipzig var verksam i Sverige från 1543. I handlingar från tiden omnämns han som Påvel byggmästare och var anställd för att leda ombyggnaden av tornet Tre kronor 1543–1550. Från 1551 var han byggmästare och tar över ansvaret för arbetet i Uppsala från Henrik von Cöllen vid byggnationen av Uppsala gård och Uppsala slott där han omnämns i räkenskapernas fram till 1567. Han var under en period Gustav Vasas mest anlitade byggmästare och hade ledningen av byggnadsarbetet under den tid Stockholms slott förvandlades från en medeltidsborg till en modern befästningsanläggning med postejer och sträckmurar. Hans planritningar till Uppsala slott ger dock ett ganska primitivt intryck och Gustav Vasa kritiserade honom också för att han satt en munkeceller tillhopa, som intet skick och ordinans med sig hafva, utan äro låga byggda, mörka och platt förderfade. Den stora genomkomponerade renässansplanen var han tydligen inte mäktig. Han fick 1568 uppdraget att i förberedelserna inför Erik XIV:s bröllop att utföra Eriks brudehus och sitaret på Slottsporten och slottsbon. Det är möjligt att Schütz är upphovsman till visan Ein newes Liedt som handlar om svenskarnas erövring av Varberg 1565.